# Noturus funebris
Noturus funebris är en fiskart som beskrevs av Gilbert och Swain, 1891. Noturus funebris ingår i släktet Noturus och familjen Ictaluridae. Inga underarter finns listade i Catalogue of Life.